# جشنواره بین‌المللی فیلم تورنتو ۲۰۱۷
چهل و دومین جشنواره بین‌المللی فیلم تورنتو از ۷ تا ۱۷ سپتامبر ۲۰۱۷ برگزار شد. چهارده برنامه وجود داشت که برنامه‌های پیشتاز و شهر به شهر هر دو از سال‌های گذشته کنار گذاشته شده بودند و تعداد کل فیلم‌ها ۲۰٪ نسبت به سال ۲۰۱۶ کاهش داشت. بوری در مقابل مک‌انرو به کارگردانی ینوس متز پیدرسن جشنواره را افتتاح کرد.
طبق «برگه گزارشی» که پیش از آغاز جشنواره  منتشر شد، این دوره شامل ۲۵۵ فیلم بلند و ۸۴ فیلم کوتاه بود. از میان این فیلم‌ها، ۱۴۷ فیلم نخستین نمایش افتتاحیه خود را در این جشنواره داشتند. تعداد فیلم‌های کانادایی در جشنواره (شامل تولیدات مشترک) ۲۸ فیلم بلند و ۲۹ فیلم کوتاه ذکر شده‌است. دانکرک ساختهٔ کریستوفر نولان به عنوان بخشی از فیلم اصلی و پنجاهمین سالگرد آی‌مکس، یک نمایش ویژه آی‌مکس ۷۰ میلی‌متری در سینسفر داشت. این نخستین فیلم نولان از زمان تعقیب (۱۹۸۷) بود که در این جشنواره حضور داشت.